# هاري كوخ
هاري كوخ (بالألمانية: Harry Koch)‏ (15 نوفمبر 1969 ببامبرغ في ألمانيا - ) هو مدرب كرة قدم ولاعب كرة قدم ألماني في مركز الدفاع. لعب مع نادي كايزرسلاوترن واينتراخت ترير 05 ‏ وTSV Vestenbergsgreuth ‏.

## روابط خارجية
- هاري كوش على موقع قاعدة بيانات كرة القدم.إي يو (الإنجليزية)
- هاري كوش على موقع بيانات كرة القدم. دي إي (الألمانية)
- هاري كوش على موقع عالم كرة القدم.نت (الإنجليزية)